# Willibald Apollinar Maier
Willibald Apollinar Maier  (* 19. Februar 1823 in Pfalzpaint; † 5. Mai 1874 in Regensburg) war ein deutscher römisch-katholischer Geistlicher und Theologe.

## Leben
Maier stammte aus einem armen Elternhaus. Sein Taufpate, der Domprediger Hoffmann, nahm ihn bereits in jungen Jahren nach Eichstätt. Dort besuchte er zunächst die Lateinschule, bevor er 1835 an die Studienanstalt St. Stephan in Augsburg kam. Nachdem er seine Ausbildung an der Studienanstalt 1839 mit Auszeichnung abgeschlossen hatte, ging er nach Rom an das Collegium Germanicum. 1842 wurde er dort zum Dr. phil. promoviert, 1846 erhielt er die Priesterweihe und 1847 die Promotion zum Dr. theol.
Maier wurde nach seiner Rückkehr in deutsche Lande 1847 Kaplan in Stöckelsberg. Es folgten Stationen als Seelsorger in Neumarkt, Monheim und Ellingen. 1854 wurde er Redakteur der Zeitung Deutsche Volkshalle in Köln. Nach deren unfreiwilliger Auflösung übernahm er die Redaktion der Zeitung Deutschland in Frankfurt am Main. Als auch dieses Blatt liquidiert wurde, wurde er von Bischof Ignatius von Senestrey als bischöflicher Sekretär nach Regensburg berufen.
Maier wirkte in Regensburg als rechte Hand des Bischofs, den er auch zum Ersten Vatikanischen Konzil 1870 nach Rom begleitete. Anfänglich Domvikar wurde er 1860 zum Domkapitular in Regensburg befördert. Auch förderte er Friedrich Pustet bei dessen theologischer Publikationstätigkeit.

## Werke (Auswahl)
- Theses ex universa theologica, 1847.
- Gedanken über die Restauration der Kirche in Deutschland, Manz, Regensburg 1859.
- Die liturgische Behandlung des Allerheiligsten außer dem Opfer der heiligen Messe, Manz, Regensburg 1860.
- Zur Belehrung für Könige, Matthes, Leipzig 1866.